# Ла-Росаледа
49°46′31″ пн. ш. 24°1′40″ сх. д. / 49.77528° пн. ш. 24.02778° сх. д.
«Ла Росаледа» (ісп. Estadio La Rosaleda) — футбольний стадіон у Малазі, Іспанія, домашня арена ФК «Малага».
Стадіон побудований у 1936 році, матчі приймає з 1941 року. На час відкриття потужність становила 8 000 глядачів. Після спорудження у 1965 році дворівневої східної трибуни місткість становила 22 000 місць. В результаті розширення 1982 року потужність збільшено до 37 000 глядачів. У ході реконструкцій 2000 та 2010 років потужність арени знижено, в результаті чого вона становить 30 044 глядачі, що робить її найбільшою за потужністю спортивною спорудою Малаги. Стадіон відповідає вимогам УЄФА.
Назва стадіону «Ла Росаледа» з іспанської означає «Трояндовий сад».
Арена приймала матчі в рамках Чемпіонату світу з футболу 1982 року.